# 2004 no ciclismo de estrada masculino
2004 no ciclismo de estrada masculino se trata das provas de ciclismo masculino regidas pela UCI.

## Campeonatos Mundiais
Os campeonatos Mundiais de Estrada foram realizados em Verona, na Itália.
| Corrida                                   | Data           | Vencedor             | Segundo            | Terceiro                   |
| ----------------------------------------- | -------------- | -------------------- | ------------------ | -------------------------- |
| Campeonato Mundial de Ciclismo em Estrada | 3 de outubro   | Óscar Freire (ESP)   | Erik Zabel (GER)   | Luca Paolini (ITA)         |
| Campeonato Mundial de Contrarrelógio      | 29 de setembro | Michael Rogers (AUS) | Michael Rich (GER) | Alexander Vinokourov (KAZ) |

## Grandes Voltas
| Corrida         | Data                           | Vencedor              | Segundo              | Terceiro                |
| --------------- | ------------------------------ | --------------------- | -------------------- | ----------------------- |
| Giro d'Italia   | 8 de maio - 30 de maio         | Damiano Cunego (ITA)  | Serhiy Honchar (UKR) | Gilberto Simoni (ITA)   |
| Tour de France  | 3 de julho - 25 de julho       | Lance Armstrong (USA) | Andreas Klöden (GER) | Ivan Basso (ITA)        |
| Volta à Espanha | 4 de setembro - 26 de setembro | Roberto Heras (ESP)   | Santiago Pérez (ESP) | Francisco Mancebo (ESP) |

## Copa do Mundo da UCI
| Corrida                  | Data          | Vencedor                             | Segundo               | Terceiro                   |
| ------------------------ | ------------- | ------------------------------------ | --------------------- | -------------------------- |
| Milão-Sanremo            | 3 de março    | Óscar Freire (ESP)                   | Erik Zabel (GER)      | Stuart O'Grady (AUS)       |
| Volta à Flandres         | 4 de abril    | Steffen Wesemann (GER)               | Leif Hoste (BEL)      | Dave Bruylandts (BEL)      |
| Paris-Roubaix            | 11 de abril   | Magnus Bäckstedt (SWE)               | Tristan Hoffman (NED) | Roger Hammond (GBR)        |
| Amstel Gold Race         | 18 de abril   | Davide Rebellin (ITA)                | Michael Boogerd (NED) | Paolo Bettini (ITA)        |
| Liège–Bastogne–Liège     | 25 de abril   | Davide Rebellin (ITA)                | Michael Boogerd (NED) | Alexander Vinokourov (KAZ) |
| Vattenfall Cyclassics    | 1 de agosto   | Stuart O'Grady (AUS)                 | Paolo Bettini (ITA)   | Igor Astarloa (ESP)        |
| Clásica de San Sebastián | 7 de agosto   | Miguel Angel Martin Perdiguero (ESP) | Paolo Bettini (ITA)   | Davide Rebellin (ITA)      |
| Züri-Metzgete            | 22 de agosto  | Juan Antonio Flecha (ESP)            | Paolo Bettini (ITA)   | Jérôme Pineau (FRA)        |
| Paris-Tours              | 10 de outubro | Erik Dekker (NED)                    | Danilo Hondo (GER)    | Óscar Freire (ESP)         |
| Giro di Lombardia        | 10 de outubro | Damiano Cunego (ITA)                 | Michael Boogerd (NED) | Ivan Basso (ITA)           |

## Provas de categoria 2.HC
O prefixo 2 indica que esses eventos são provas por etapas.
| Corrida                      | Data                      | Vencedor                             | Segundo                | Terceiro               |
| ---------------------------- | ------------------------- | ------------------------------------ | ---------------------- | ---------------------- |
| Paris-Nice                   | 7 de março - 14 de março  | Jörg Jaksche (GER)                   | Davide Rebellin (ITA)  | Bobby Julich (USA)     |
| Tirreno-Adriático            | 10 de março - 16 de março | Paolo Bettini (ITA)                  | Óscar Freire (ESP)     | Erik Zabel (GER)       |
| Volta ao País Basco          | 5 de abril – 9 de abril   | Denis Menchov (RUS)                  | Iban Mayo (ESP)        | David Etxebarria (ESP) |
| Volta à Romandia             | 27 de abril – 2 de maio   | Tyler Hamilton (USA)                 | Fabian Jeker (SUI)     | Leonardo Piepoli (ITA) |
| Critérium du Dauphiné Libéré | 6 de junho – 13 de junho  | Iban Mayo (ESP)                      | Tyler Hamilton (USA)   | Óscar Sevilla (ESP)    |
| Volta à Suíça                | 12 de junho - 20 de junho | Jan Ullrich (GER)                    | Fabian Jeker (SUI)     | Dario Cioni (ITA)      |
| Volta à Catalunha            | 14 de junho - 20 de junho | Miguel Angel Martin Perdiguero (ESP) | Vladimir Karpets (RUS) | Roberto Laiseka (ESP)  |

## Provas de categoria 1.HC
O prefixo 1 indica que esses eventos são provas de um dia.
| Corrida                | Data           | Vencedor                  | Segundo                | Terceiro               |
| ---------------------- | -------------- | ------------------------- | ---------------------- | ---------------------- |
| Gante-Wevelgem         | 7 de abril     | Tom Boonen (BEL)          | Magnus Bäckstedt (SWE) | Jaan Kirsipuu (EST)    |
| La Flèche Wallonne     | 21 de abril    | Davide Rebellin (ITA)     | Danilo Di Luca (ITA)   | Matthias Kessler (GER) |
| GP Ouest France-Plouay | 29 de abril    | Didier Rous (FRA)         | Serge Baguet (BEL)     | Guido Trentin (ITA)    |
| Volta de Lácio         | 18 de setembro | Juan Antonio Flecha (ESP) | Gilberto Simoni (ITA)  | Jan Ullrich (GER)      |

## Provas de categoria 2.1
O prefixo 2 indica que esses eventos são provas por etapa.
| Corrida                      | Data                        | Vencedor                 | Segundo                              | Terceiro               |
| ---------------------------- | --------------------------- | ------------------------ | ------------------------------------ | ---------------------- |
| Semana Catalana de Ciclismo  | 22 de março - 26 de março   | Joaquim Rodríguez (ESP)  | Miguel Angel Martin Perdiguero (ESP) | Josep Jufre (ESP)      |
| Critérium International      | 27 de março - 28 de março   | Jens Voigt (GER)         | Jose Ivan Gutierrez (ESP)            | Lance Armstrong (USA)  |
| Quatro Dias de Dunquerque    | 5 de maio - 9 de maio       | Sylvain Chavanel (FRA)   | Laurent Brochard (FRA)               | Didier Rous (FRA)      |
| Tour du Languedoc-Roussillon | 19 de maio – 23 de maio     | Christophe Moreau (FRA)  | Viatcheslav Ekimov (RUS)             | Iker Flores (ESP)      |
| Euskal Bizikleta             | 2 de junho – 6 de junho     | Roberto Heras (ESP)      | Roberto Laiseka (ESP)                | Samuel Sánchez (ESP)   |
| Vuelta a Burgos              | 2 de agosto - 5 de agosto   | Alejandro Valverde (ESP) | Denis Menchov (RUS)                  | Leonardo Piepoli (ITA) |
| Volta aos Países Baixos      | 24 de agosto - 28 de agosto | Erik Dekker (NED)        | Viatcheslav Ekimov (RUS)             | Marc Wauters (BEL)     |

## Provas de categoria 1.1
O prefixo 1 indica que esses eventos são provas de um dia.
| Corrida                   | Data            | Vencedor                                    | Segundo                    | Terceiro                     |
| ------------------------- | --------------- | ------------------------------------------- | -------------------------- | ---------------------------- |
| Omloop Het Volk           | 28 de fevereiro | A corrida foi cancelada devido ao mau tempo |                            |                              |
| E3 Harelbeke              | 27 de março     | Tom Boonen (BEL)                            | Jaan Kirsipuu (EST)        | Andris Naudužs (LAT)         |
| Scheldeprijs              | 14 de abril     | Tom Boonen (BEL)                            | Robbie McEwen (AUS)        | Simone Cadamuro (ITA)        |
| GP de Frankfurt am Main   | 1 de maio       | Karsten Kroon (NED)                         | Danilo Hondo (GER)         | Johan Coenen (BEL)           |
| Clássico dos Alpes        | 6 de junho      | Óscar Pereiro (ESP)                         | Iban Mayo (ESP)            | Jose Enrique Gutierrez (ESP) |
| Tre Valli Varesine        | 17 de agosto    | Fabian Wegmann (GER)                        | Danilo Di Luca (ITA)       | Vladimir Duma (UKR)          |
| GP de Aargau              | 29 de agosto    | Matteo Tosatto (ITA)                        | Marcus Zberg (SUI)         | Martin Elmiger (SUI)         |
| Giro del Veneto           | 21 de agosto    | Gilberto Simoni (ITA)                       | Matteo Tosatto (ITA)       | Massimo Giunti (ITA)         |
| Coppa Placci              | 4 de setembro   | Leonardo Bertagnolli (ITA)                  | Davide Rebellin (ITA)      | Filippo Simeoni (ITA)        |
| Paris-Bruxelas            | 11 de setembro  | Nick Nuyens (BEL)                           | Philippe Gilbert (BEL)     | Allan Johansen (DEN)         |
| Grande Prêmio de Fourmies | 12 de setembro  | Andrey Kashechkin (KAZ)                     | Dmitriy Fofonov (KAZ)      | Thor Hushovd (NOR)           |
| Grande Prêmio das Nações  | 19 de setembro  | Michael Rich (GER)                          | Uwe Peschel (GER)          | Jose Ivan Gutierrez (ESP)    |
| Giro dell'Emilia          | 25 de setembro  | Ivan Basso (ITA)                            | Francesco Casagrande (ITA) | Rinaldo Nocentini (ITA)      |
| Milano-Torino             | 13 de outubro   | Marcos Serrano (ESP)                        | Eddy Mazzoleni (ITA)       | Francesco Casagrande (ITA)   |
| Giro del Piemonte         | 14 de outubro   | Allan Davis (AUS)                           | Alberto Ongarato (ITA)     | Francesco Chicchi (ITA)      |